# Église de Gedser
L’église de Gedser se trouve dans la ville de Gedser à la pointe sud de l'île danoise de Falster. C'est l'église de la paroisse de Gedser. Achevée en 1915, elle a été conçue par Peder Vilhelm Jensen-Klint. Il s'agit de l'église la plus méridionale du Danemark.

## Histoire
Pendant des siècles, le sud de l'île de Falster n'a compté que deux églises paroissiales situées à Skelby et Gedesby. Lorsqu'à la fin du XIXe siècle,  Gedser est devenu une communauté dépassant le millier de paroissiens, le besoin d'une église est devenu plus fort. Lors de sa visite dans la ville, le prince héritier, plus tard roi, Frederik VIII, aurait déclaré : « C'est trop loin de Gedesby et il est bon d'entendre la parole de Dieu de temps en temps. »
Un comité est constitué en 1907 pour encadrer la construction de la nouvelle église et Peder Vilhelm Jensen-Klint est chargé de concevoir le bâtiment. Malgré un budget très serré, la construction a commencé en 1913 et l'église sera consacrée le dimanche des Rameaux 1915.
La légende raconte que le jour où une église sera achevée à Gedser, la mer engloutira la ville. Une brique a été oubliée a dessein, à un endroit inconnu pour qu'on ne puisse jamais dire que l'église est achevée.

## Architecture
Avec ses briques jaunes et ses ornements verticaux ressemblant à des tuyaux d'orgue, l'extérieur présente des similitudes avec l'œuvre ultérieure et beaucoup plus célèbre de Jensen-Klint, l'Église de Grundtvig à Copenhague. La ressemblance ne s'étend pas à l'intérieur qui est dominé par l'imposante charpente en bois du toit qui ressemble à une coque de navire inversée (un toit en carène), reflétant les liens de la ville avec la mer avec son port et important terminal de ferry. Les « couples » fonctionnant également comme des colonnes de support. L'ornementation la plus frappante de l'intérieur est la fresque de la voute de l'abside. 

Cette fresque n'avait pas pu être réalisée en 1915, pour manque de fonds, mais en 1924, donations et souscriptions ont permis de rassembler les fonds nécessaires. Sur la recommandation de Jensen-Klint, Elof Risebye est chargé de la mission. La fresque est inspirée de Jean 3:16 : 

« Car Dieu a tant aimé le monde qu'il a donné son Fils unique, afin que quiconque croit en lui ne périsse point, mais qu'il ait la vie éternelle. »

## Galerie

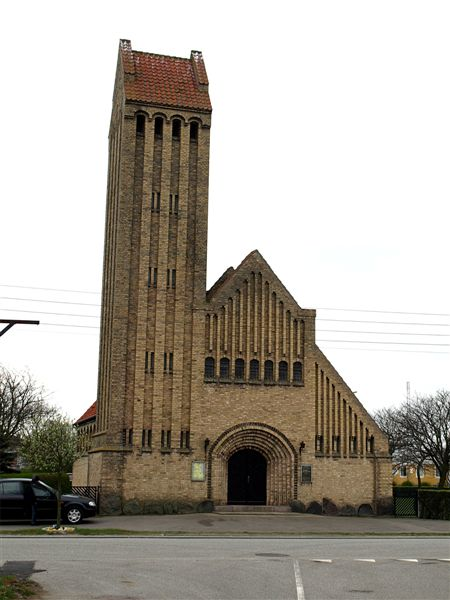
Façade avec entrée principale.
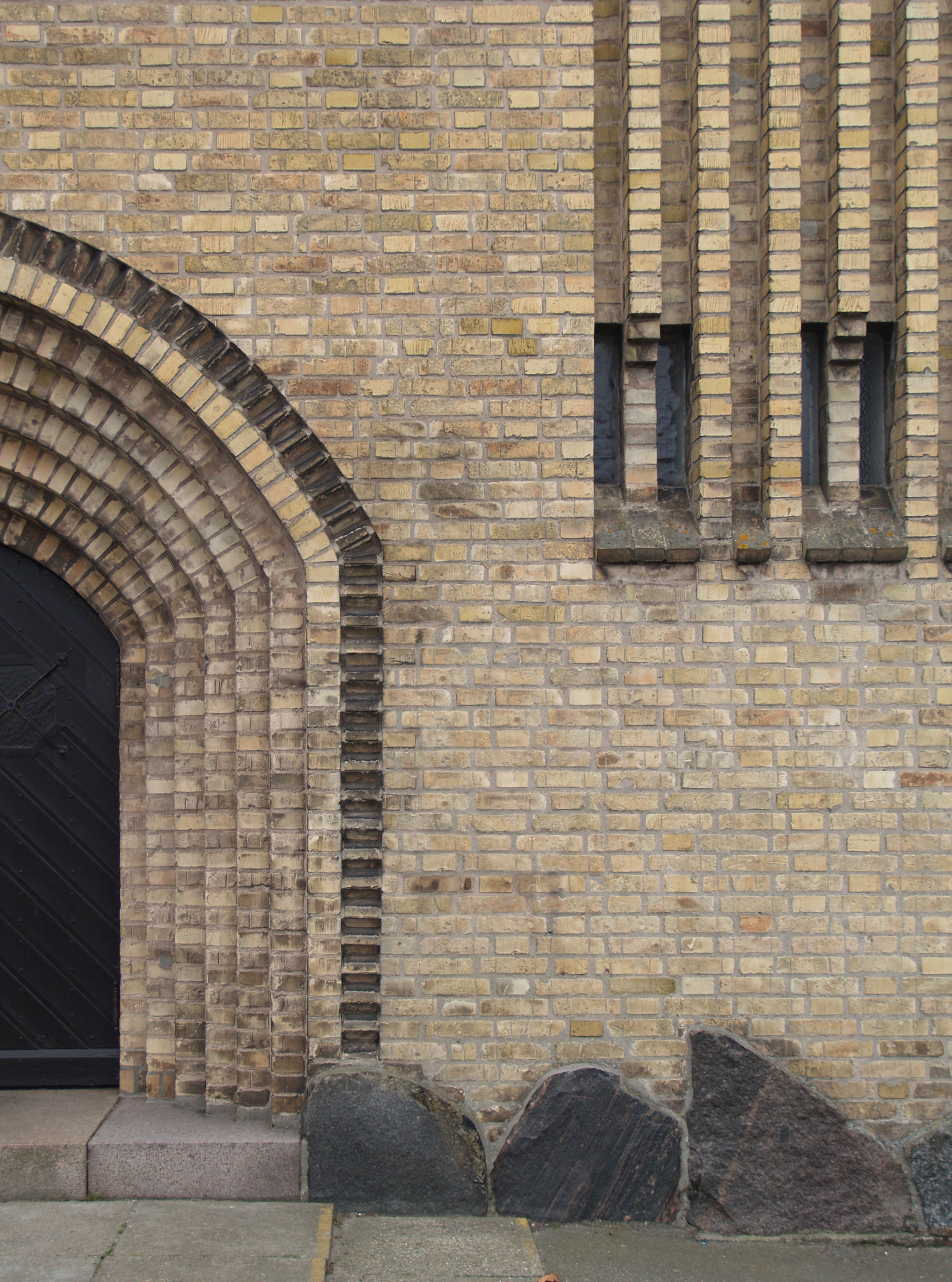
Détail de la façade.
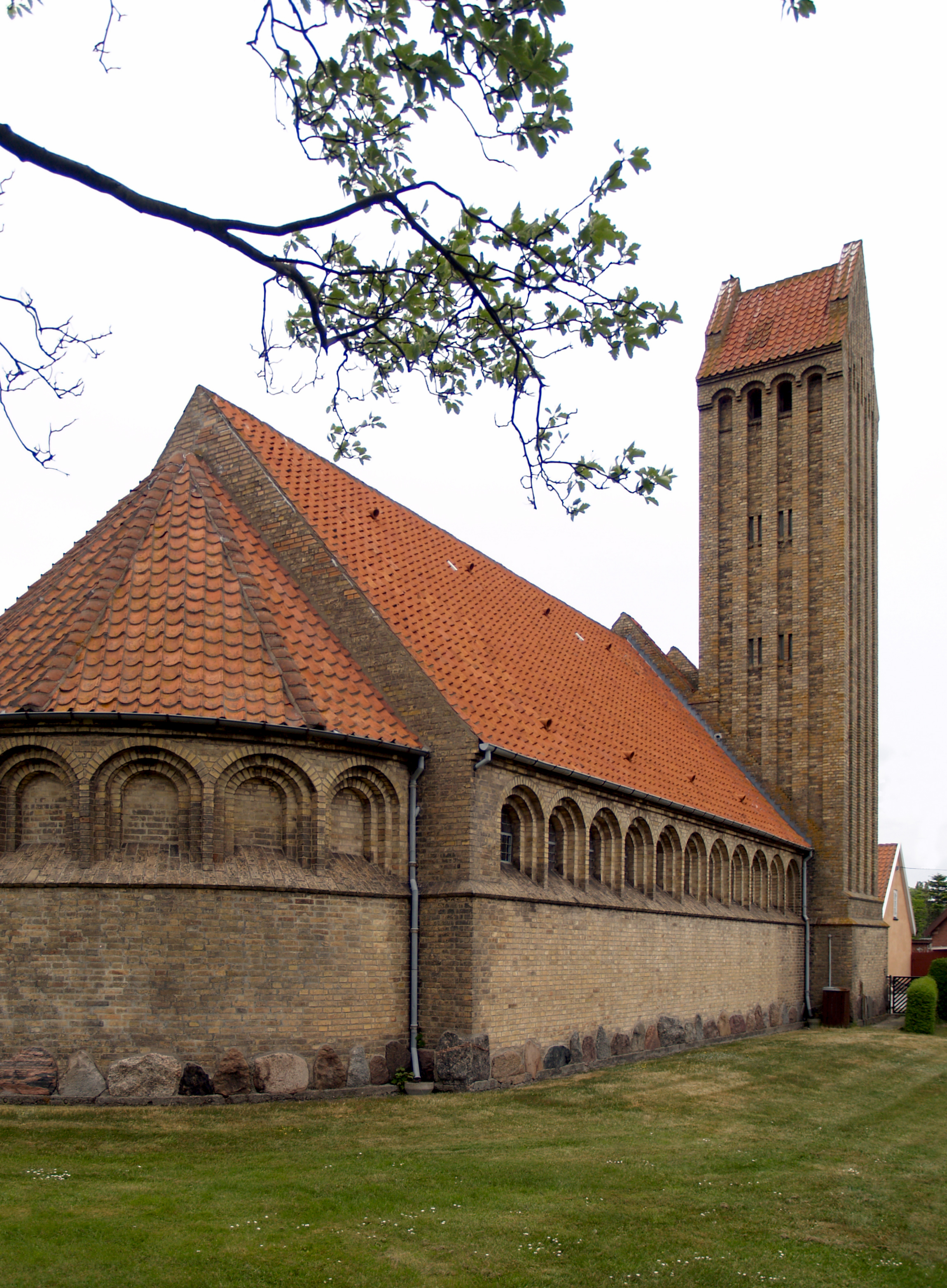
Vue extérieure de l'abside.
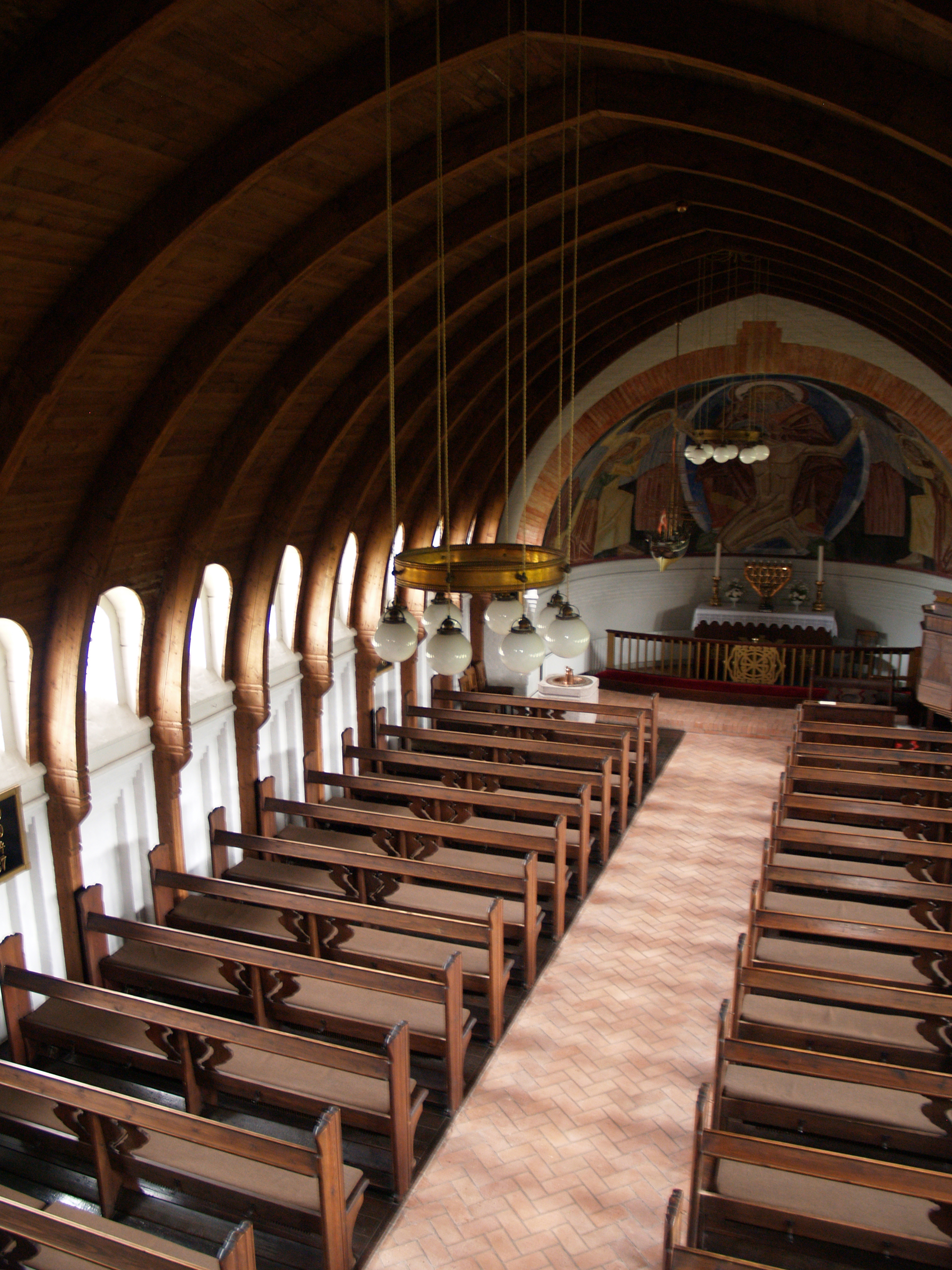
Intérieur.
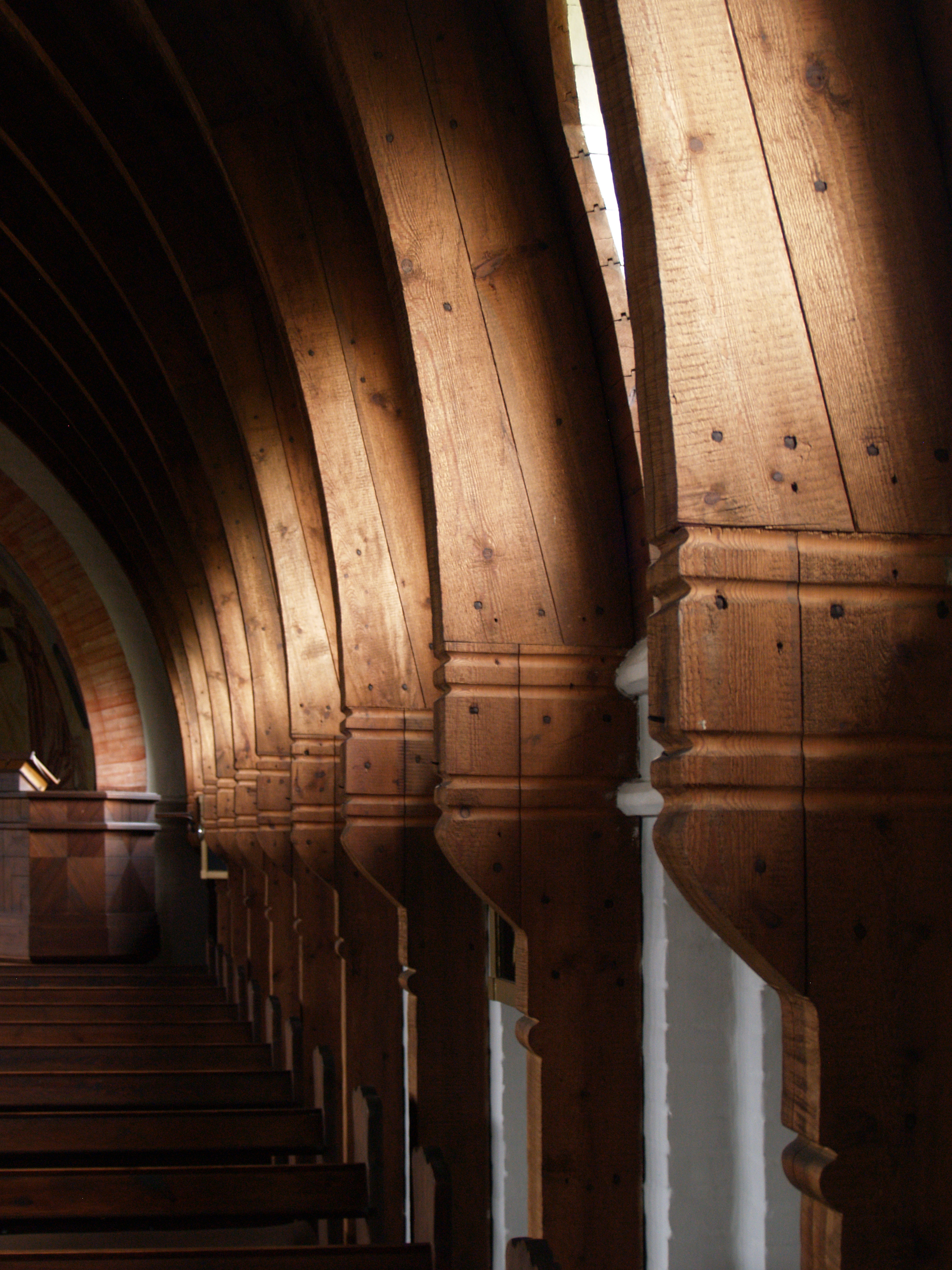
Couples utilisées comme colonnes de support.
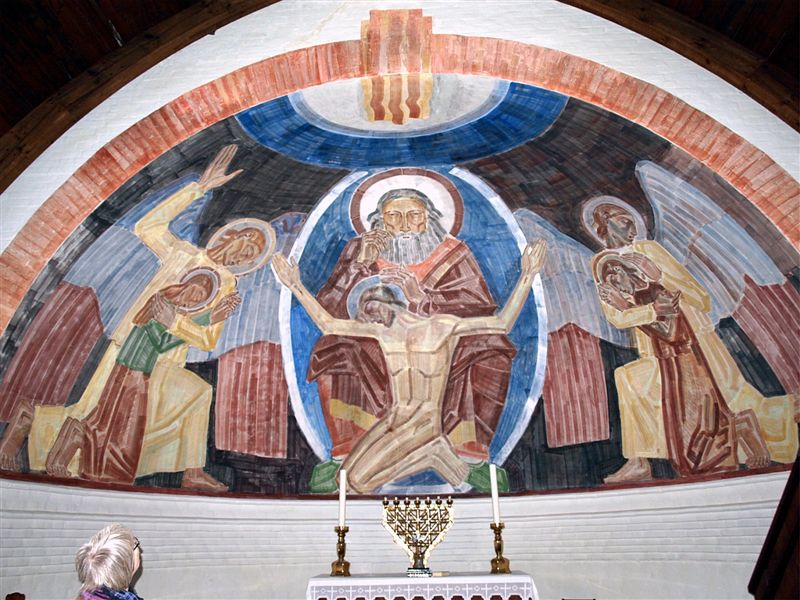
Fresque de l'abside.